# Ordina Open 2009
L'Ordina Open 2009 è un torneo di tennis giocato sull'erba. È la 20ª edizione dell'Ordina Open, che fa parte della categoria ATP World Tour 250 series nell'ambito dell'ATP World Tour 2009 e della categoria International nell'ambito del WTA Tour 2009. È un evento combinato sia maschile che femminile e si gioca al Autotron park di 's-Hertogenbosch nei Paesi Bassi, dal 14 al 20 giugno 2009.

## Partecipanti ATP

### Teste di serie
| Giocatore         | Nazionalità | Ranking | Testa di serie |
| ----------------- | ----------- | ------- | -------------- |
| Fernando Verdasco | Spagna      | 8       | 1              |
| Tommy Robredo     | Spagna      | 15      | 2              |
| David Ferrer      | Spagna      | 18      | 3              |
| Rainer Schüttler  | Germania    | 32      | 4              |
| Igor' Kunicyn     | Russia      | 39      | 5              |
| Marc Gicquel      | Francia     | 40      | 6              |
| Jérémy Chardy     | Francia     | 43      | 7              |
| Miša Zverev       | Germania    | 45      | 8              |

### Altri partecipanti
Giocatori che hanno ricevuto una Wildcard
- Daniel Berta
- Jesse Huta Galung
- Raemon Sluiter

Giocatori passati dalle qualificazioni:

- Benjamin Becker
- Kristof Vliegen
- Dick Norman
- Thiemo de Bakker

## Partecipanti WTA

### Teste di serie
| Giocatrice         | Nazionalità     | Ranking* | Testa di serie |
| ------------------ | --------------- | -------- | -------------- |
| Dinara Safina      | Russia          | 1        | 1              |
| Dominika Cibulková | Slovacchia      | 14       | 2              |
| Flavia Pennetta    | Italia          | 15       | 3              |
| Sorana Cîrstea     | Romania         | 27       | 4              |
| Al'ona Bondarenko  | Ucraina         | 30       | 5              |
| Daniela Hantuchová | Slovacchia      | 33       | 6              |
| Iveta Benešová     | Repubblica Ceca | 35       | 7              |
| Elena Vesnina      | Russia          | 39       | 8              |

- Ranking all'8 giugno 2009.

### Altri partecipanti
Giocatrici che hanno ricevuto una Wildcard:
- Daniela Hantuchová
- Michaëlla Krajicek
- Yanina Wickmayer

Giocatrici passate dalle qualificazioni:

- Kirsten Flipkens
- Maria Elena Camerin
- Ksenija Pervak
- Jaroslava Švedova
- Séverine Brémond (lucky loser)

## Campioni

### Singolare maschile
Benjamin Becker  ha battuto in finale  Raemon Sluiter con il punteggio di 7–5, 6–3

### Singolare femminile
Tamarine Tanasugarn  ha battuto in finale   Yanina Wickmayer,  6–3, 7–5

### Doppio maschile
Wesley Moodie /  Dick Norman hanno battuto in finale  Johan Brunström /  Jean-Julien Rojer con il punteggio di 7–6(3), 6(8)–7, [10–5]

### Doppio femminile
Sara Errani /  Flavia Pennetta  hanno battuto in finale   Michaëlla Krajicek /  Yanina Wickmayer con il punteggio di 6–4, 5–7, [13–11]